# زیگور ارانده
زیگور ارانده (انگلیسی: Zigor Aranalde؛ زادهٔ ۲۸ فوریهٔ ۱۹۷۳) بازیکن فوتبال اهل اسپانیا است.
از باشگاه‌هایی که در آن بازی کرده‌است می‌توان به باشگاه فوتبال شفیلد ونزدی، باشگاه فوتبال آلباسته بالومپیه، باشگاه فوتبال ایبار، باشگاه فوتبال کارلایل یونایتد، باشگاه فوتبال سویا، و باشگاه فوتبال والسال اشاره کرد.
وی همچنین در تیم ملی فوتبال باسک بازی کرده‌است.